# 瀧口政満
瀧口 政満（たきぐち まさみつ、1941年2月18日 - 2017年4月5日）は、日本の彫刻家。木彫りの彫刻家。北海道・阿寒湖畔に在住し、「イチンゲの店」を経営していた。

## 略歴
満州・奉天（現・瀋陽）生まれ。1960年、東京教育大学教育学部（現・筑波大学）高等部卒業。1963年一人旅で北海道を訪れた際、阿寒湖畔の土産物店の店先でアイヌの青年が木彫りをしている光景を目にし、その活気と技術・迫力に感激し東京での仕事を辞めて北海道に渡ることを決意。1967年に阿寒湖畔へ移住し、木彫り彫刻家として活動を始める。以降、1987年に釧路新聞社芸術賞、1989年北海道ろうあ連盟福祉大会文化賞、1991年厚生大臣賞、2000年北海道知事賞を受賞。2001年阿寒湖畔 鶴雅美術館オープン、約30点展示。

## 作風
幼少時、肺炎による高熱で難聴となっているため、木の声に耳を傾けると評される。流木や埋もれ木を好んで彫刻材料として使用し、木本来の生命力・暖かみを活かした作風が特徴。北海道の大自然やアイヌの文化を取り入れた作品が多い。

## 作品集
- 樹のなかの音ー瀧口政満彫刻作品集（2001年5月10日、クレイン、ISBN 9784906681099）